# Алијез
Алијез (фр. Alièze) насеље је и општина у источној Француској у региону Франш-Конте, у департману Јура која припада префектури Лон ле Соније.
По подацима из 2011. године у општини је живело 154 становника, а густина насељености је износила 26,28 становника/km². Општина се простире на површини од 5,86 km². Налази се на средњој надморској висини од 550 метара (максималној 686 m, а минималној 538 m).

## Демографија
| 1962. | 1968. | 1975. | 1982. | 1990. | 1999. | 2011. |
| ----- | ----- | ----- | ----- | ----- | ----- | ----- |
| 98    | 115   | 95    | 121   | 131   | 144   | 154   |

График промене броја становника у току последњих година